# OSEK
OSEK (Offene Systeme und deren Schnittstellen für die Elektronik in Kraftfahrzeugen; en español: «Sistemas abiertos y sus interfaces para la electrónica en automóviles») es un gremio de estandarización constituido en su mayoría por empresas del mundo de la automoción. Su objetivo primordial es el establecimiento de una arquitectura de software abierta y común para las centralitas electrónicas de todos los vehículos, con el fin de facilitar la integración y portabilidad de módulos de software programados por diferentes proveedores, con el consiguiente ahorro en costes y tiempos de desarrollo.
Fue fundado en 1993 por los fabricantes de automóviles alemanes BMW, Robert Bosch GmbH, DaimlerChrysler, Opel, Siemens AG y Grupo Volkswagen junto con la Universidad de Karlsruhe. En 1994, las francesas Renault y PSA Peugeot Citroën, que participaban desde 1988 en un proyecto similar denominado VDX (Vehicle Distributed eXecutive), se unieron también, dando lugar al nombre oficial del consorcio, OSEK/VDX. El primer congreso internacional de OSEK/VDX se celebró en octubre de 1995 y la segunda versión de las especificaciones se publicó tras el segundo, en octubre de 1997.
Fundamentalmente, OSEK/VDX trabaja en tres ámbitos: un sistema operativo de tiempo real para sistemas embebidos, una pila de protocolos de comunicaciones y un protocolo de gestión de red para sistemas embebidos. El sistema operativo propuesto se llama OSEK-OS, y en él se basan distribuciones de diferentes desarrolladores, como por ejemplo ERCOSEK, osCAN, ProOSEK o tresos ECU AUTOSAR Suite.
Algunas normas surgidas del OSEK/VDX han sido posteriormente estandarizadas internacionalmente en la ISO 17356.